# Großer Archenkopf
Der Große Archenkopf ist ein 2391 m hoher Berg im Göllstock in den Berchtesgadener Alpen, über dessen Gipfel die Grenze zwischen Bayern und Salzburg verläuft. Der Grenzkamm führt vom Jägerkreuz über Hohes Brett, Brettriedel, Großen und Kleinen Archenkopf zum höchsten Punkt im Göllmassiv mit dem Hohen Göll auf 2522 m.

## Routen
Der einfachste Aufstieg erfolgt über die Bergstation der Jennerbahn vorbei an Hohem Brett und Brettriedel mit ca. 2 ½ Stunden Gehzeit.
Im Rahmen einer schweren Überschreitung über den Kuchler Kamm in den Talort Golling muss eine Gehzeit von 10 Stunden (Jenner Bergstation nach Golling) eingeplant werden. Der Grat verläuft vom Archenkopf weiter östlich über den Taderer, Grünwandkopf, Hinteres und Vorderes Freieck und den Kleinen Göll. Es sind auf diesem unmarkierten Pfad mehrere ungesicherte ausgesetzte An- und Abstiege der Schwierigkeit UIAA II. Der Talort Golling liegt 1900 Höhenmeter tiefer im Salzachtal.
Der Hohe Göll ist vom Archenkopf nach Norden in einer knappen Stunde zu erreichen mit Überschreitung zum Purtschellerhaus.